# Euoniticellus africanus
Euoniticellus africanus là một loài bọ cánh cứng trong họ Bọ hung (Scarabaeidae).